# NGC 7680-1
NGC 7680-1 في الفهرس العام الجديد، هي مجرة محدبة، تقع في كوكبة الفرس الأعظم. اكتشفت في 2 نوفمبر 1790 بواسطة ويليام هيرشل.

## روابط خارجية
- NGC 7680-1 على موقع ويكي سكاي: DSS2, SDSS, GALEX, IRAS, Hydrogen α, X-Ray, Astrophoto, Sky Map, Articles and images